# Campus de Vizcaya
El Campus de Vizcaya (Campus de Bizkaia en euskera y oficialmente) es uno de los tres campus que conforman la Universidad del País Vasco, en las tres provincias vascas: Álava, Guipúzcoa y Vizcaya. En el caso de Vizcaya, no está definido en un lugar concreto ya que se reparte por Lejona, Bilbao, Baracaldo y Portugalete. Es el más extenso, el que más alumnos alberga y el más importante, al estar aquí ubicado el Rectorado de la Universidad, la Bilblioteca Central, etc. Nace a partir de la extinta Universidad de Bilbao.

## Ciudad Universitaria de Lejona-Erandio

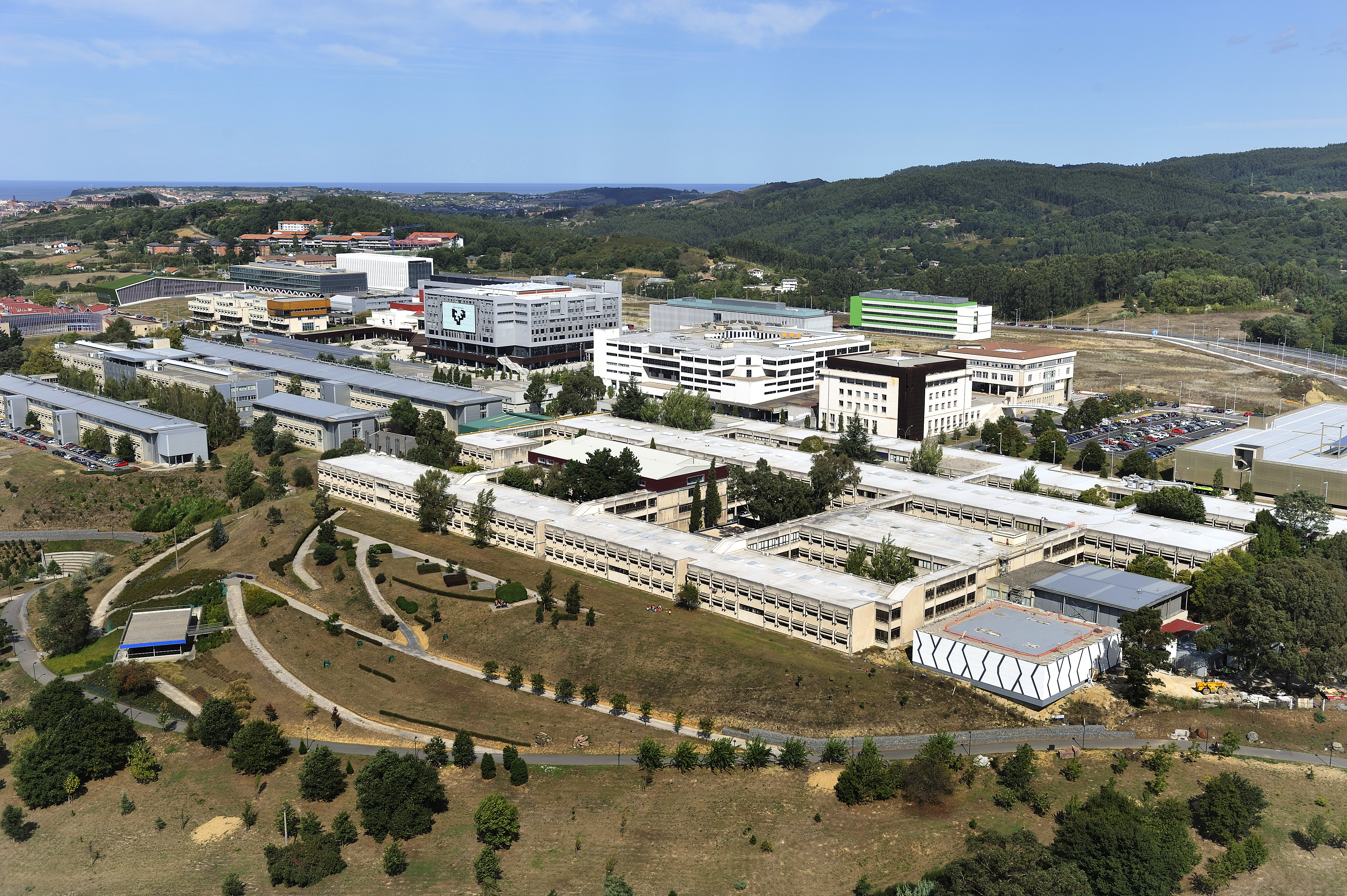
Ciudad Universitaria.

En este lugar se reúnen gran parte de las facultades y escuelas universitarias de Vizcaya. Es un extensísimo campus alejado del centro urbano de Bilbao, a unos 11 kilómetros. Es un buen ejemplo de la arquitectura brutalista con hormigón armado a la vista, edificios sobre pilotes, etc. Se construyó durante la época del franquismo, para dar respuesta a la necesidad de más centros de estudios superiores públicos en el entorno de Bilbao. Este enclave se encuentra entre los municipios de Lejona  y Erandio, rodeado de tierras de cultivo. En él se encuentran:

### Facultad de Bellas Artes
La Facultad de Bellas Artes es el centro oficial de la Universidad del País Vasco  en el que se pueden cursar los estudios de Grado en Arte, Grado en Creación y Diseño y Grado en Conservación y Restauración de Bienes Culturales.

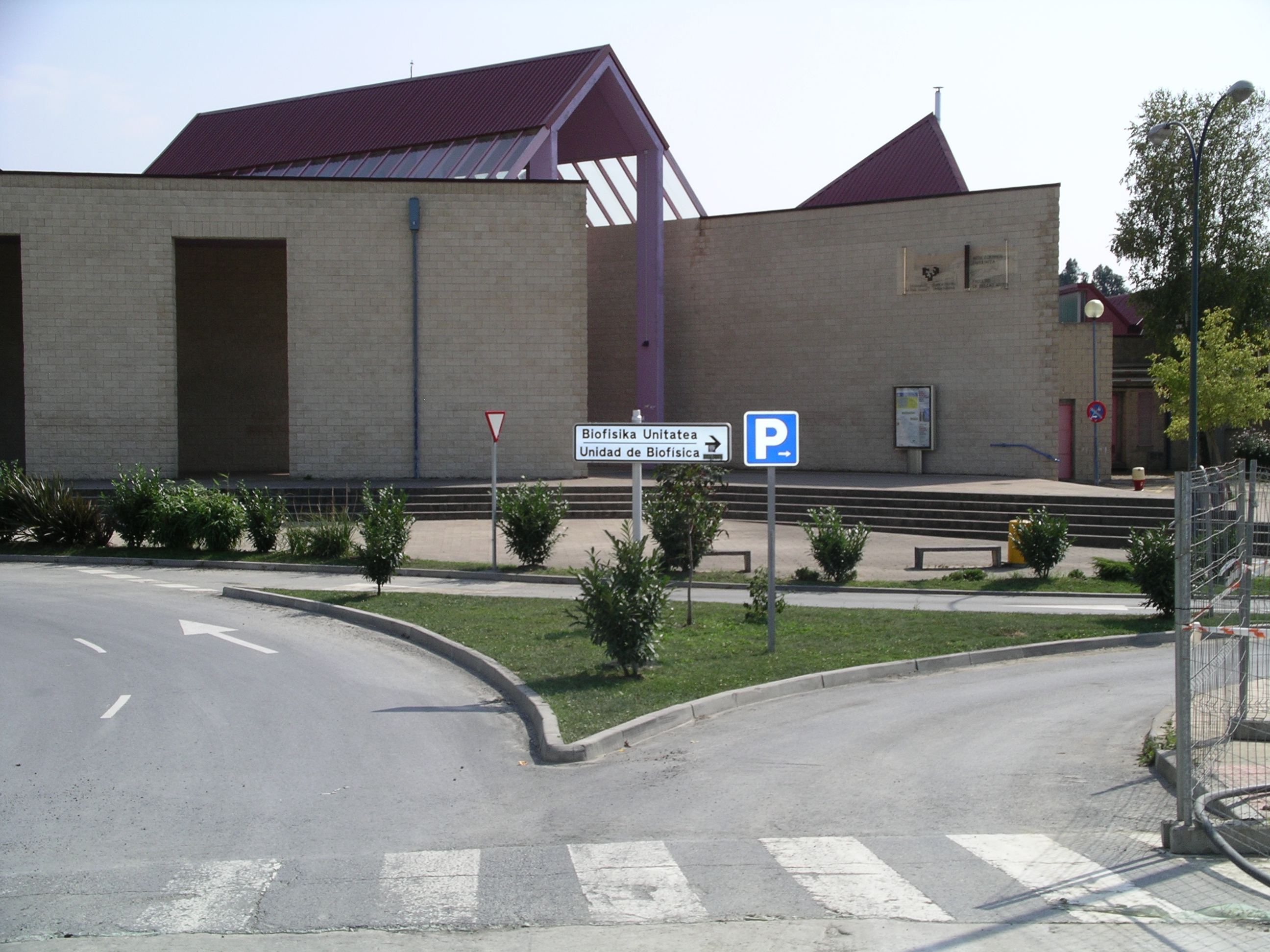
La Facultad de Bellas Artes del Campus de Leioa

El actual Plan de Estudios de Grado permite obtener el título de Graduado/a tras superar 240 créditos ECTS estructurados en cuatro cursos de 60 créditos ECTS. De los cuales 1.º y 2.º son comunes y 3.º y 4.º específicos de cada uno de los grados en los cuales se puede optar por cursar un conjunto de  asignaturas vinculadas con una especialización, denominado Minor (30 créditos ECTS). 
El Grado de Arte ofrece el Minor de Pintura y Gráfica, el Minor de Escultura: contextos y lugares y el Minor de Arte-Media y tecnología, y el Grado en Creación y Diseño el Minor de Diseño Gráfico, el Minor de Ilustración y el Minor de Ámbito objetual: Cerámica.
Existe una limitación de 300 plazas de nuevo acceso a los estudios de los tres grados, a razón de 135 para el Grado en Arte, para el Grado en Creación y Diseño 110 y 55 para el Grado en Conservación y Restauración de Bienes Culturales. No existen otros requisitos para acceder a la licenciatura que los impuestos por la universidad, y la selección con derecho a matrícula se realiza mediante la puntuación obtenida en la selectividad. Existe también la posibilidad de realizar traslado de expediente desde otras universidades, bajo criterio de la Comisión de Convalidaciones y de acceder a través de las diferentes modalidades de mayores de 25, 40 y 45 años (raro).

### Facultad de Ciencia y Tecnología

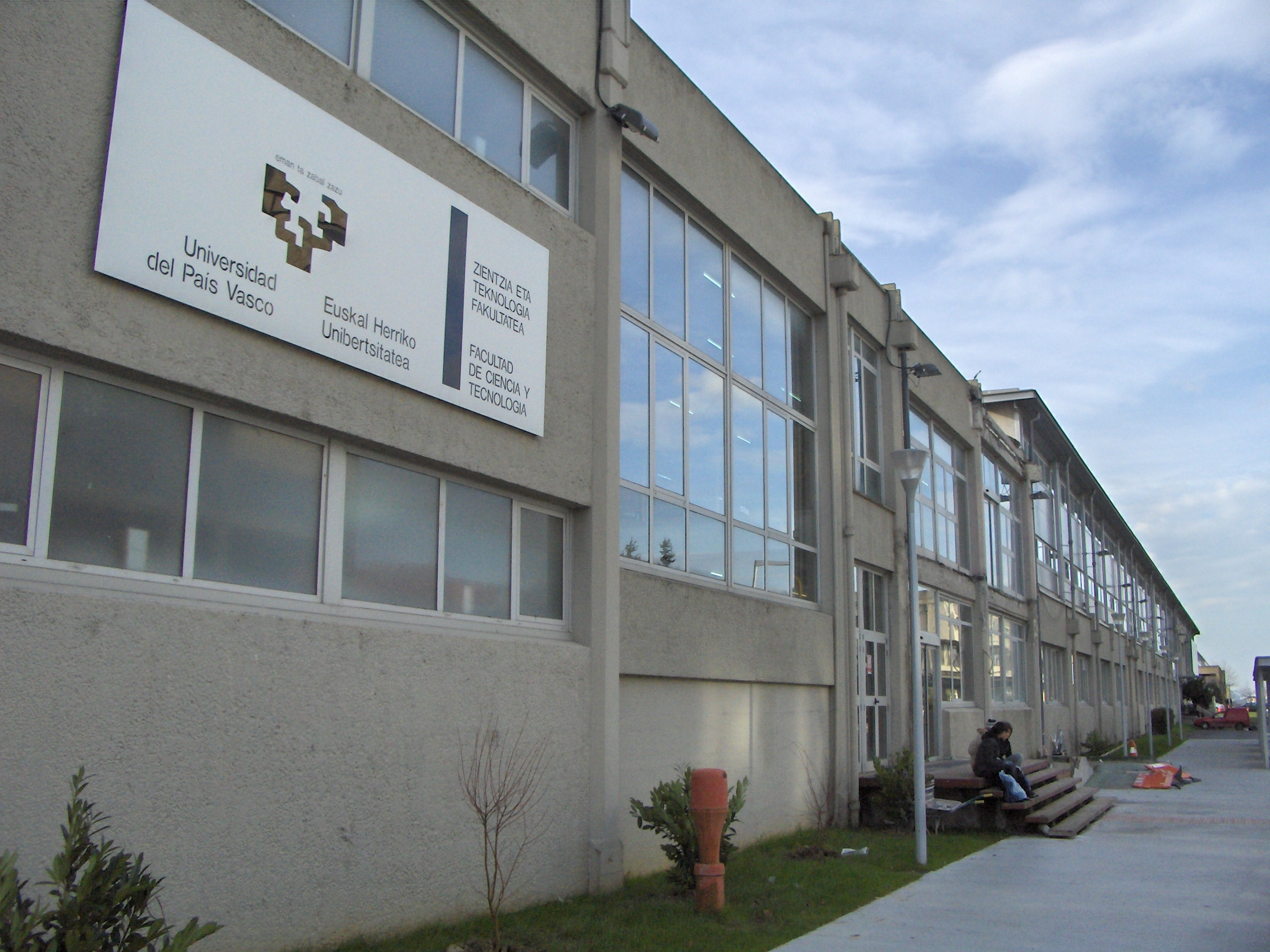
Facultad de Ciencia y Tecnología

La Facultad de Ciencia y Tecnología (FCT) oferta gran variedad de titulaciones, todas ellas relacionadas con el mundo de la ciencia. En ella se imparten los títulos de:
- Doble grado en Física e Ingeniería Electrónica
- Grado en Biología
- Grado en Bioquímica y Biología Molecular
- Grado en Biotecnología
- Grado en Física
- Grado en Geología
- Grado en Ingeniería Electrónica
- Grado en Ingeniería Química
- Grado en Matemáticas
- Grado en Química

### Facultad de Ciencias Sociales y de la Comunicación

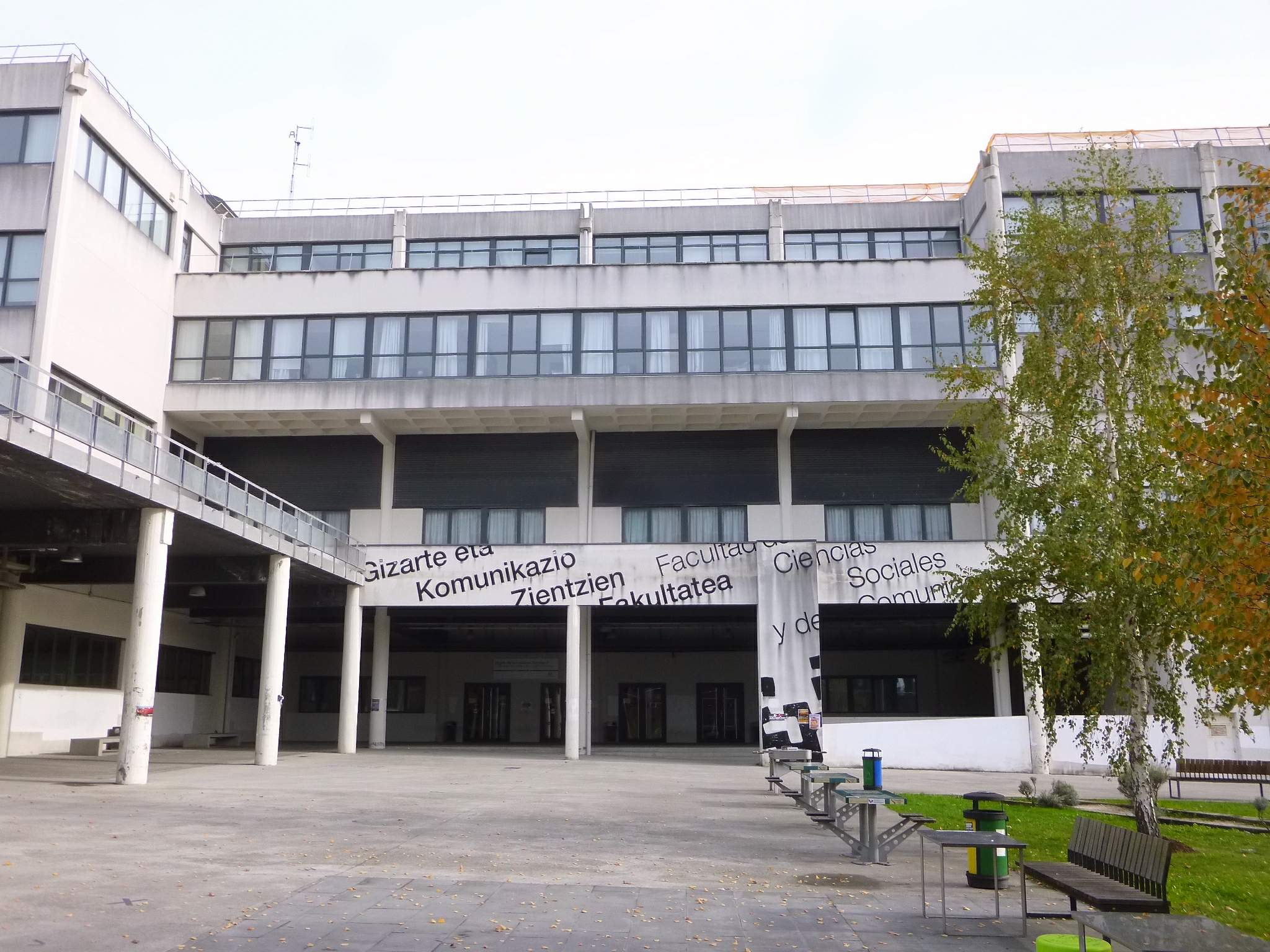
Facultad de Ciencias Sociales y de la Comunicación

Tras una extensa remodelación llevada a cabo entre 2008 y 2010, la Facultad de Ciencias Sociales y de la Comunicación se encuentra en un solo edificio en vez de en cuatro. Su entrada se sitúa en la plaza Mikel Laboa de la Ciudad Universitaria de Leioa-Erandio, a la altura de la carretera y de las paradas de autobús, si bien también cuenta con otros accesos en la primera planta. El edificio se estructura en cuanto a tres escaleras: una roja, que dirige a la zona más antigua de la facultad; una amarilla, en dirección a las aulas más renovadas; y una verde, que desemboca en el Decanato.
La facultad cuenta con modernas instalaciones que hacen de ella un centro de referencia en España para el estudio de las disciplinas de Ciencias Sociales y de la Comunicación. Entre los espacios con los que cuenta, se pueden destacar numerosas aulas multimedia de redacción, laboratorios de infografía y microfilmación, salas de edición, salas de realización, aulas de maquetación y diseño gráfico, estudios de fotografía, de radio y platós de televisión.
Desde que en el curso 2010-11 se pusieron en marcha los Nuevos Planes de Estudio adecuados al EEES, la facultad ofrece cinco grados:
Ciencias Sociales:
- Grado en Ciencia Política y Gestión Pública
- Grado en Sociología

Ciencias de la Comunicación:
- Grado en Periodismo
- Grado en Publicidad y Relaciones Públicas
- Grado en Comunicación Audiovisual

### Facultad de Medicina y Enfermería

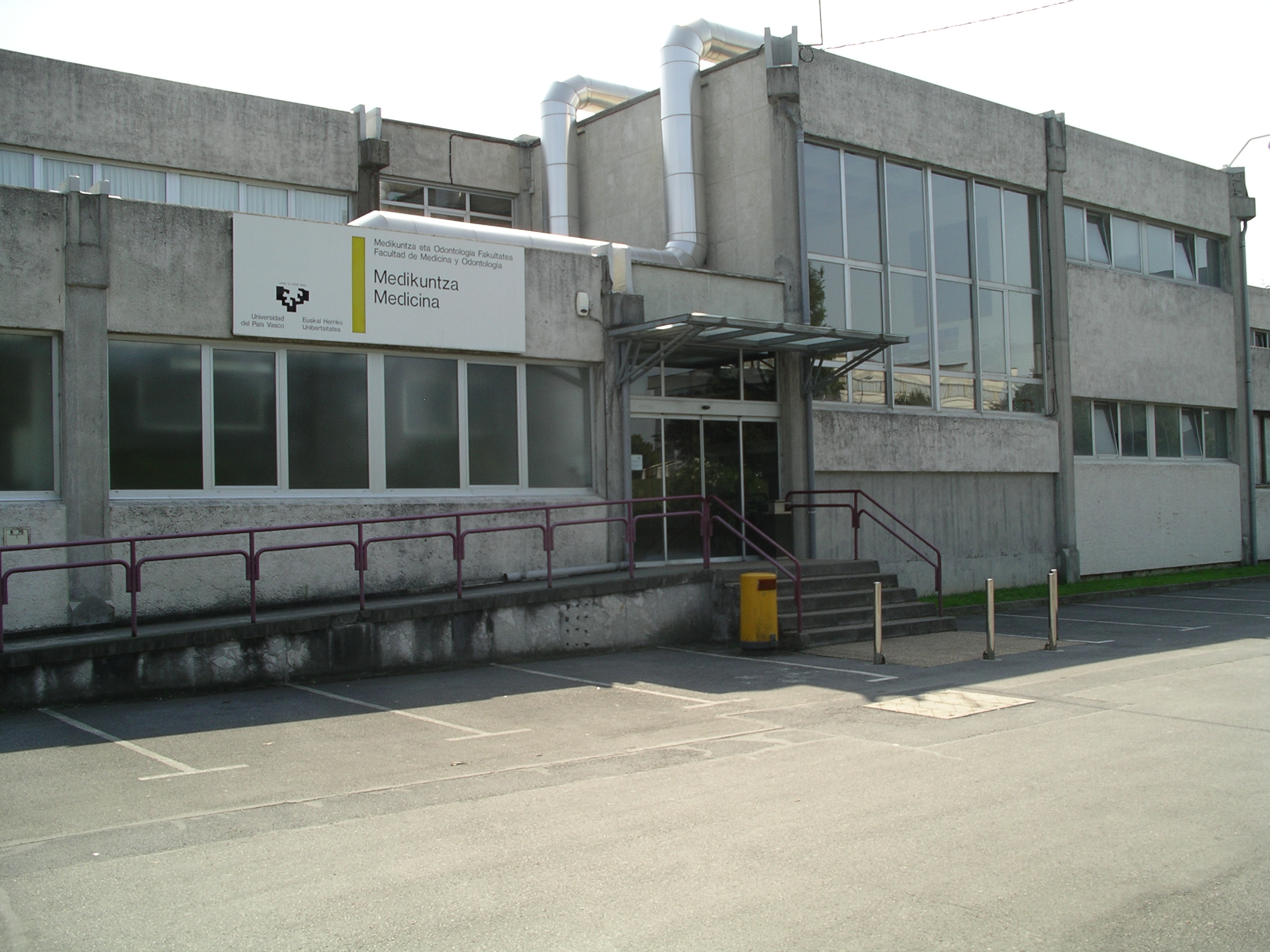
La Facultad de Medicina y Enfermería del Campus de Bizkaia en Lejona.

La licenciatura de Odontología se inició a principios de los años 1980 en el Ciudad Universitaria de Leioa-Erandio, cuenta con una Clínica Odontológica y, desde el curso 1985-86 hasta el año 2005, ha formado a 883 odontólogos.
Desde la primera promoción de la licenciatura de Medicina, el año 1974, hasta el año 2005, el número de médicos que han salido de sus aulas ha sido de 8700. Todos ellos y ellas constituyen hoy en día el núcleo principal sobre el que se sustenta la asistencia sanitaria en el País Vasco, aportando también sus capacidades asistenciales, investigadoras y docentes a otras comunidades y países.
En 1978 se planteó la necesidad de ampliar los estudios de medicina a todos los territorios históricos, aprobándose la creación de la Unidad Docente del Hospital Aránzazu de San Sebastián y poco después del Hospital de Txagorritxu de Vitoria que, junto a las Unidades Docentes del Hospital de Cruces y del Hospital de Basurto en Vizcaya, siguen acogiendo a los alumnos de cuarto, quinto y sexto de la Facultad de Medicina y Enfermería para realizar sus estudios clínicos.
En este centro se imparten las titulaciones de:
- Grado en Enfermería
- Grado en Fisioterapia
- Grado en Medicina
- Grado en Odontología

Está previsto su traslado a un solar adyacente al Hospital de Basurto, en Bilbao en los próximos años, así como aumentar su número de plazas progresivamente, llegando a los 300 alumnos, con dos líneas, una en español y otra en vascuence, con 150 alumnos aproximadamente cada una. Estas líneas tendrían su continuación en los año clínicos en la Unidad Docente de Gipuzkoa, con 75 plazas y otras 75 en la Unidad Docente de Basurto.
El 15 de diciembre de 2018, se anunció que la nueva Facultad de Medicina y Enfermería de la Universidad del País Vasco (UPV/EHU) abriría sus puertas en 2024. Las obras del complejo, que se ubicará junto al hospital de Basurto, se iniciarían en 2021 y tendrían un coste de 52,1 millones. Al nuevo edificio se trasladarán los grados de Medicina, Fisioterapia y Enfermería y seis másteres oficiales en el área de Ciencias de la Salud (Farmacología, Desarrollo, Evaluación y Utilización Racional de Medicamentos; Ingeniería Biomédica; Investigación Biomédica; Microbiología y Salud; Neurociencias; y Salud Pública). En el centro del campus de Leioa solo quedará la carrera de Odontología, para mantener estos estudios junto a la clínica en la que se hacen las prácticas.
El 2 de diciembre de 2019 se informó que la UPV adjudicó el proyecto del nuevo edificio de la facultad de medicina en Bilbao. La cooperativa LKS Ingeniería será la encargada de redactar el proyecto y de dirigir las obras. Se levantará sobre más de 5.200 metros cuadrados y tendrá una superficie útil construida de 32.000 metros cuadrados.
El 25 de marzo de 2021, el Ayuntamiento de Bilbao aprobó el plan especial de ordenación urbana para el nuevo equipamiento.
El 25 de octubre de 2021, la UPV licitó por 44,1 millones las obras de la Facultad de Medicina y Enfermería de la UPV/EHU en Bilbao. La institución confirmó que el inmueble, que permitirá aumentar la oferta formativa, estaría operativo en septiembre de 2024, iniciándose las obras antes del verano de 2022. Posteriormente, dichas obras fueron retrasadas hasta otoño. El 12 de agosto de 2022 se informó de que la Unión Temporal de Empresas (UTE) Medikuntza, que iba a llevar a cabo la construcción, había renunciado a las obras, alegando que el alza de los costes le impedía asumir unos trabajos que debían haber comenzado en verano. El desistimiento dejó vacío el concurso, debiendo la universidad pública licitar de nuevo el contrato, que ascendía a más de 53,4 millones de euros. Ello supuso un retraso en la construcción y puesta en marcha del nuevo polo universitario.
En diciembre de 2022 se informó de que la Facultad de Medicina de Basurto se retrasaba otro curso y la obra se encarecía un 10%. Educación licitó las obras por 64 millones tras la renuncia en verano de las empresas a las que se encomendó las obras por el alza de los precios. La previsión fue que las instalaciones pudieran abrir sus puertas «a lo largo» del curso 2026-2027, dos años más tarde de lo previsto inicialmente y uno más de lo que se preveía hasta hacía un par de meses. A principios de febrero de 2023 se comunicó que seis empresas optaron a construir la nueva Facultad de Medicina de Basurto y que las obras arrancarían en junio, con dos años de retraso sobre la previsión inicial. En mayo de 2023, la UPV adjudicó las obras de la Facultad de Medicina por 62,1 millones, diez más que la primera vez, estimando el arranque en un mes y la apertura de puertas en 2025.
El 12 de julio de 2023, se anunció que la construcción de la nueva Facultad de Medicina de la UPV en Basurto comenzaría el 28 de julio del mismo mes, colocándose dicho día por parte del lehendakari y la rectora la primera piedra del futuro edificio. En la mencionada fecha, los diversos representantes institucionales firmaron el acta oficial que recogía el inicio de las obras de la nueva edificación.

### Facultad de Educación de Bilbao

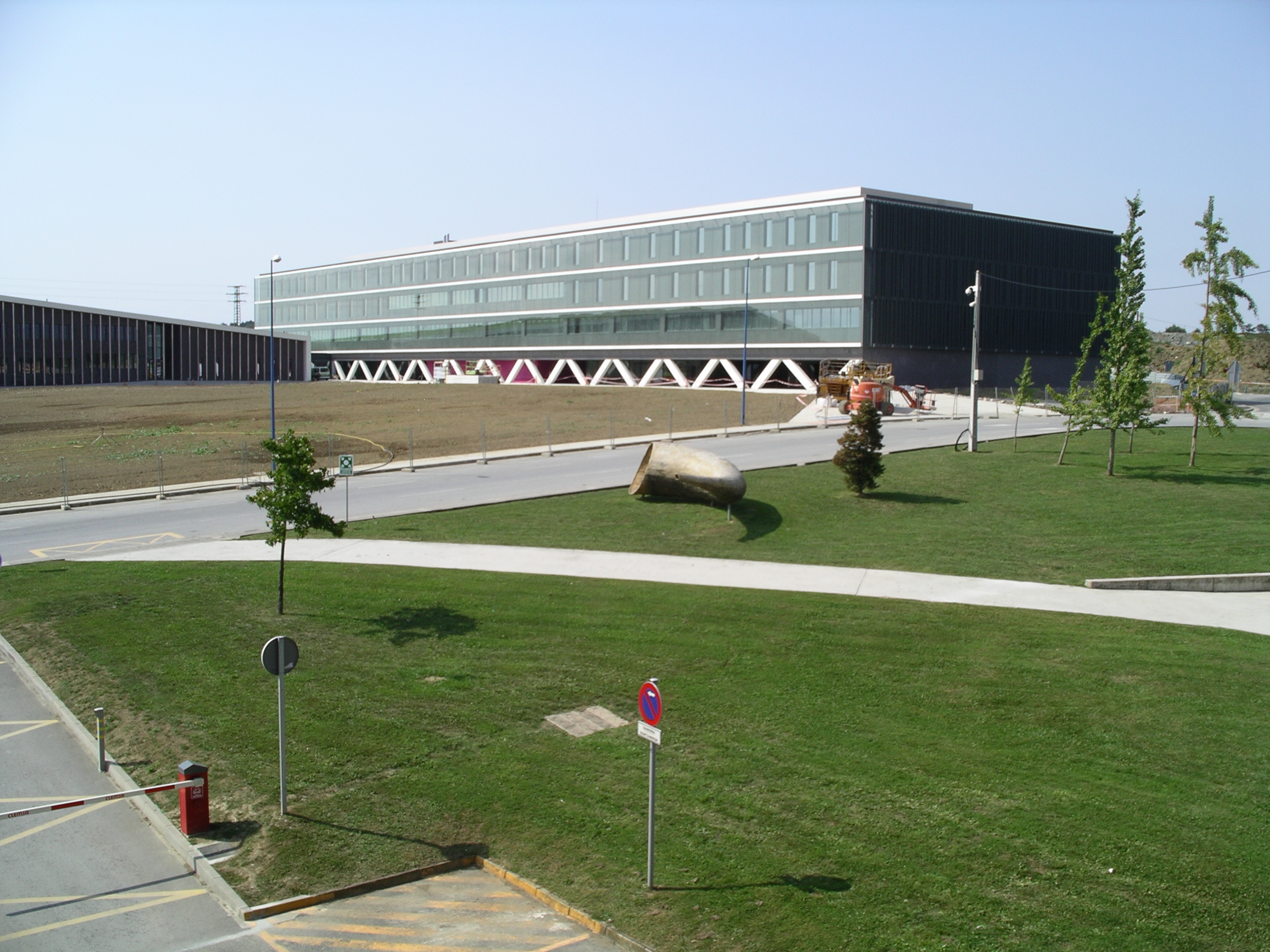
La Escuela de Magisterio de Bilbao, en el Campus de Vizcaya en Leioa

El objetivo principal de la Facultad de Educación de Bilbao es proporcionar a los estudiantes los medios adecuados para que su formación como profesionales de la educación sea completa, armónica y en la línea de los últimos avances técnicos, pedagógicos y didácticos.
En la Facultad de Educación de Bilbao se pueden cursar los siguientes grados:
- Grado en Educación Infantil
- Grado en Educación Primaria
- Grado en Educación Social

### Facultad de Derecho. Sección Vizcaya

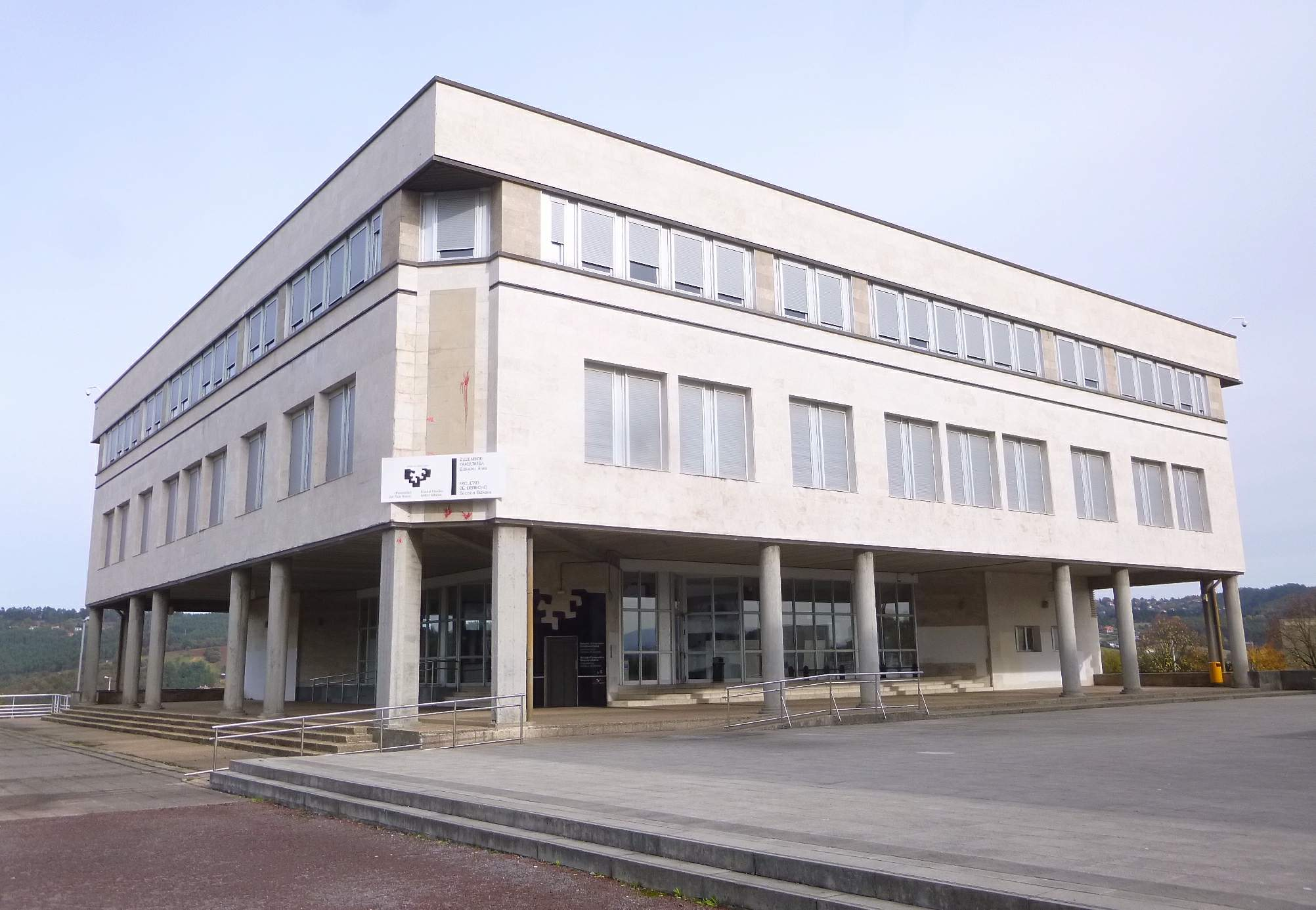
Facultad de Derecho. Sección Vizcaya

La Facultad de Derecho fue fundada en 1969 en San Sebastián, cuando comenzaron a autorizarse la creación de centros universitarios en el País Vasco, después de largas décadas de prohibición. Diez años después, en 1979, se agruparon bajo la denominación de «Universidad del País Vasco».
En octubre de 1997, la Facultad de Derecho ampliaba su presencia física al territorio de Vizcaya, en lo que constituye una nueva «sección» del centro donostiarra, con la misma oferta docente de calidad.
Desde la remodelación de la Facultad de Ciencias Sociales y de la Comunicación, la Facultad de Derecho ocupa el Aulario, el edificio que antiguamente se usaba para las clases teóricas de ciencias sociales y comunicación.
La Sección de Vizcaya se ubica en la actualidad en la ciudad universitaria. En el plan estratégico de la universidad está proyectado su traslado a un nuevo edificio en el campus de Sarrico, para el año 2009/2010, en lo que constituirá el Polo Económico-Jurídico de los estudios de la UPV-EHU en Bilbao. Se imparten los estudios de:

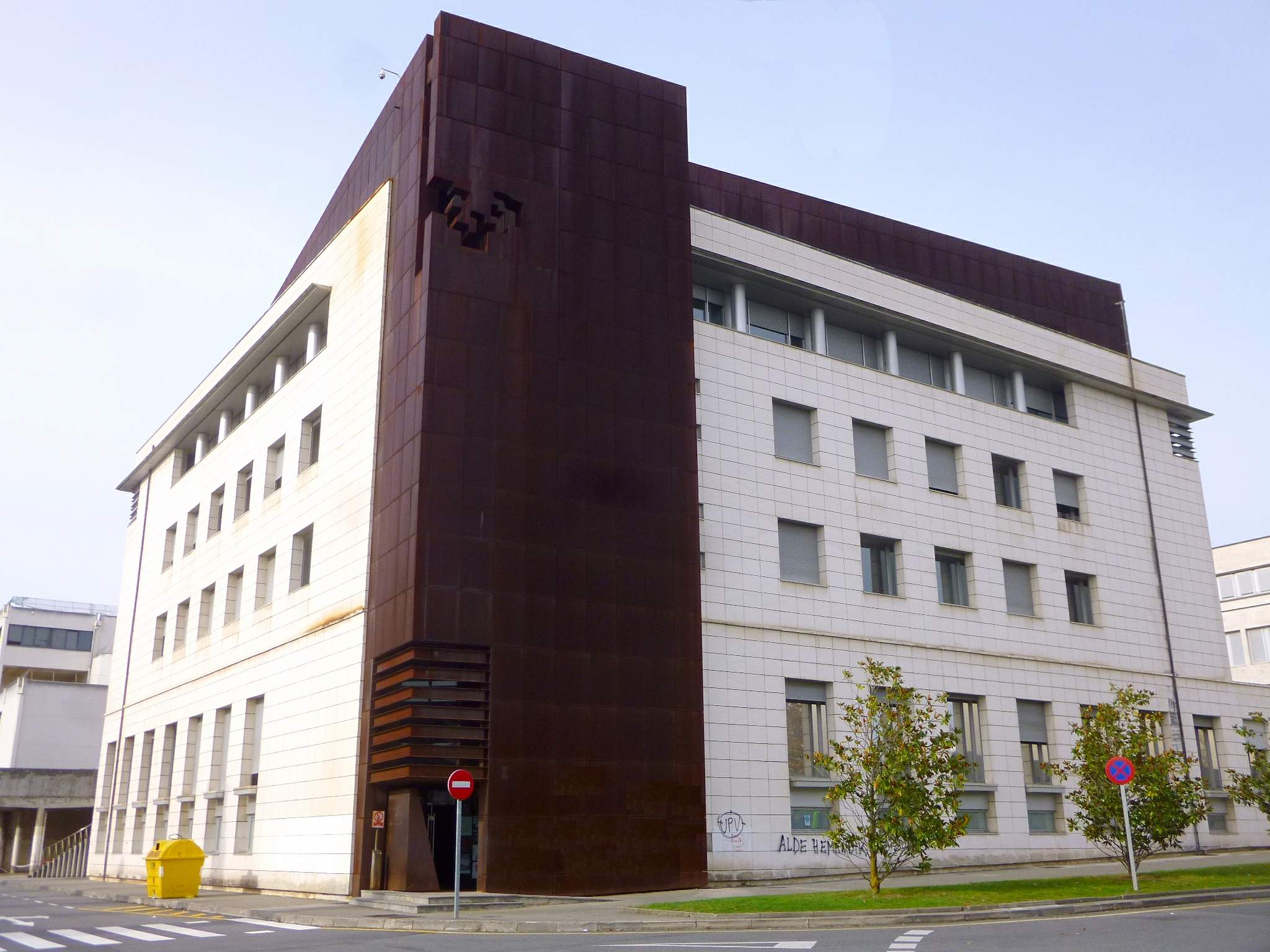
Escuela Universitaria de Relaciones Laborales

- Grado en Derecho

### Facultad de Relaciones Laborales y Trabajo Social
- Doble grado en Gestión de Negocios + Relaciones Laborales y Recursos Humanos
- Grado en Relaciones Laborales y Recursos Humanos

### Escuela de Hostelería

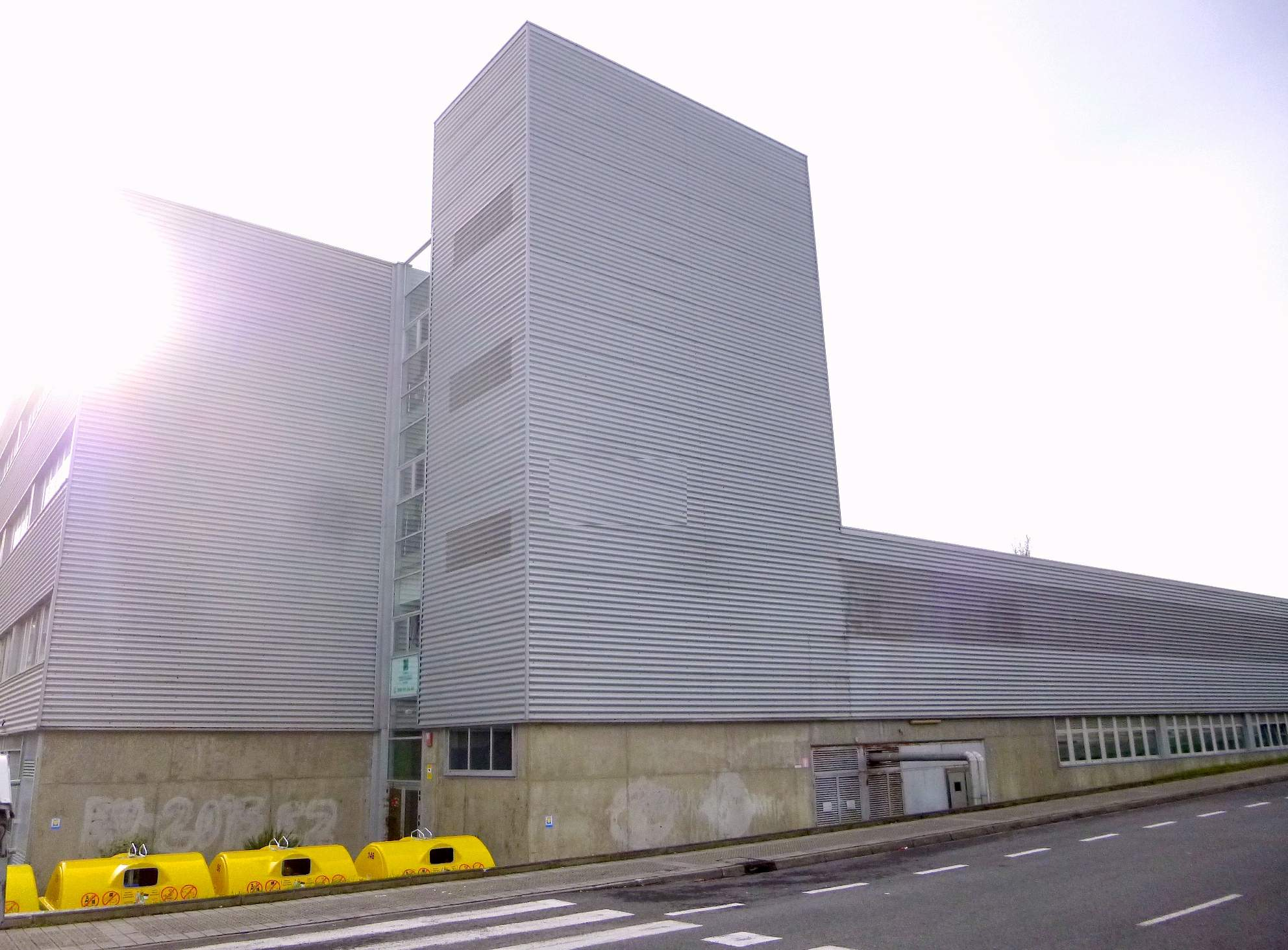
Escuela de Hostelería

La Escuela de Hostelería de Lejona imparte estudios de hostelería gratuitos, oficiales y homologados que, además, son reconocidos como símbolo de calidad por un importante número de profesionales del sector tanto hostelero como educativo. 
La ubicación de la escuela dentro de la Ciudad Universitario de Leioa-Erandio, le dota del marco perfecto para desarrollar una completa formación, ya que se realizan un gran número de prácticas reales y se ofrece una amplia oferta gastronómica.
Muchos de sus alumnos se han hecho ya un nombre en este competitivo mundo y destacan por su buen hacer y su profesionalidad.

### Biblioteca Central

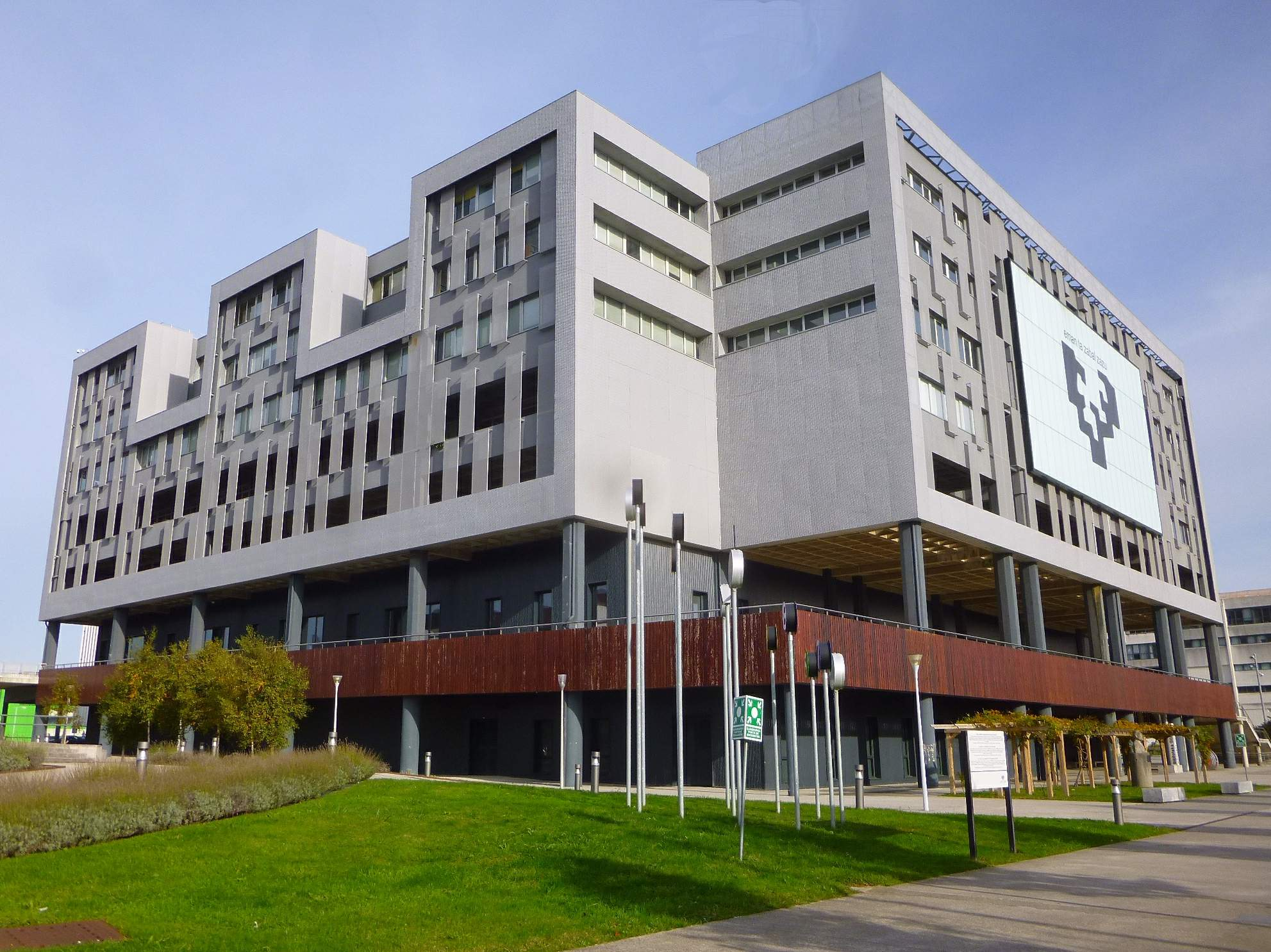
La Biblioteca Central del Campus de Vizcaya

El fondo biliotecario de la Universidad del País Vasco se reparte entre la Biblioteca Central de Leioa y las 24 bibliotecas que se reparten por las facultades y escuelas de los tres campus. Los fondos bibliográficos y documentales se encuentran a libre acceso, excepto aquellos que por las características físicas de los locales se hallan en depósitos cerrados.
La biblioteca universitaria cuenta con un presupuesto propio, distribuido por centros de acuerdo con criterios objetivos aprobado por la Comisión de Biblioteca Universitaria.
La compra de libros, publicaciones periódicas, u otros documentos en cualquier soporte, se realiza por el área de adquisiciones, a propuesta de:
- Los profesores, de acuerdo con sus departamentos, en las áreas de su competencia.

- Los bibliotecarios, para la compra de obras de carácter general y referencia.

Los alumnos, para obras relacionadas con sus actividades académicas y su formación integral.
Todos los fondos bibliográficos y documentales, en cualquier soporte, adquiridos por la biblioteca, cualquiera que sea la procedencia de los fondos con los que sean adquiridos, han de estar depositados necesariamente en ella, formando la colección bibliográfica de la Universidad del País Vasco.

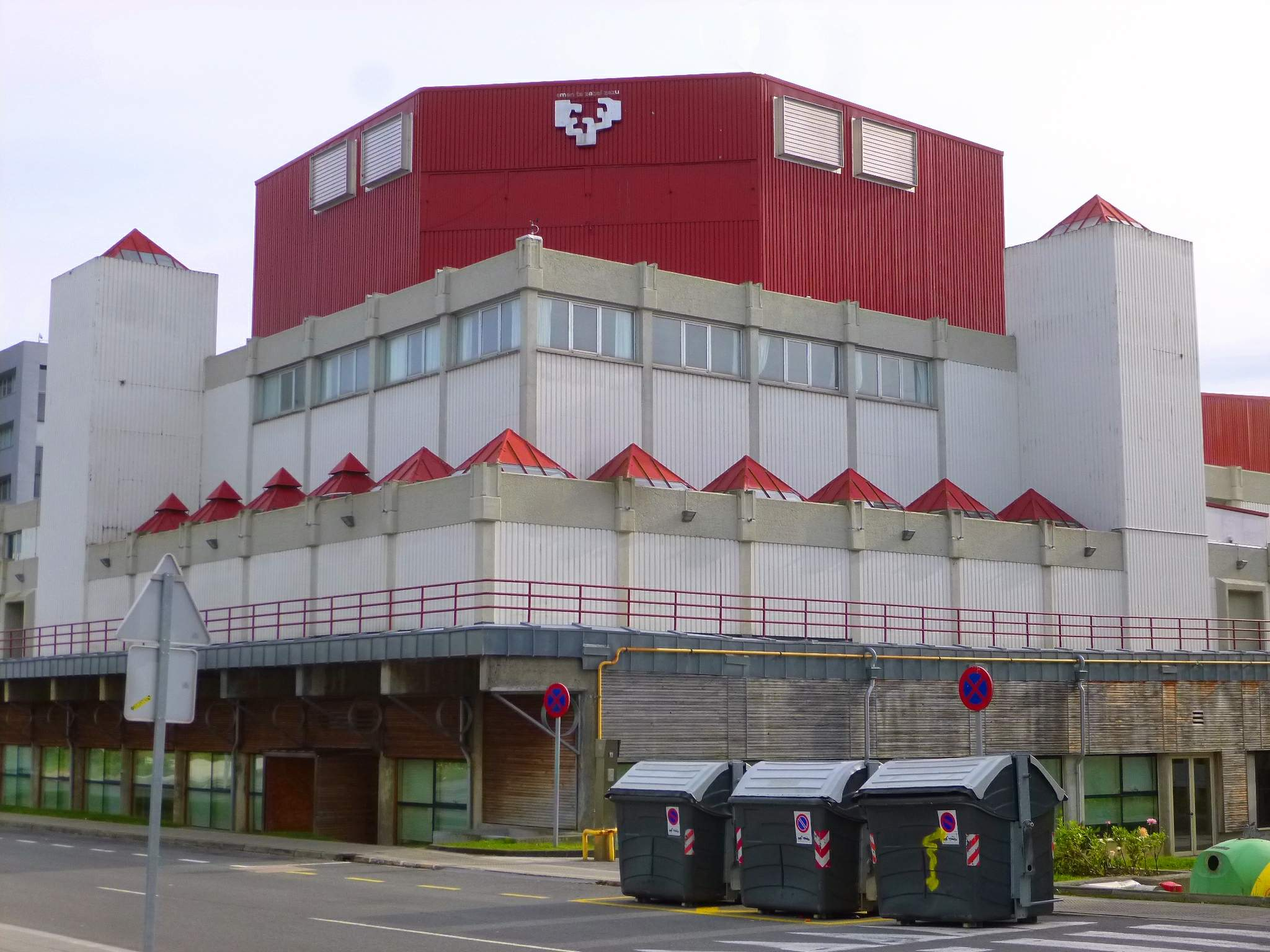
Aula Magna

### Rectorado de la UPV-EHU

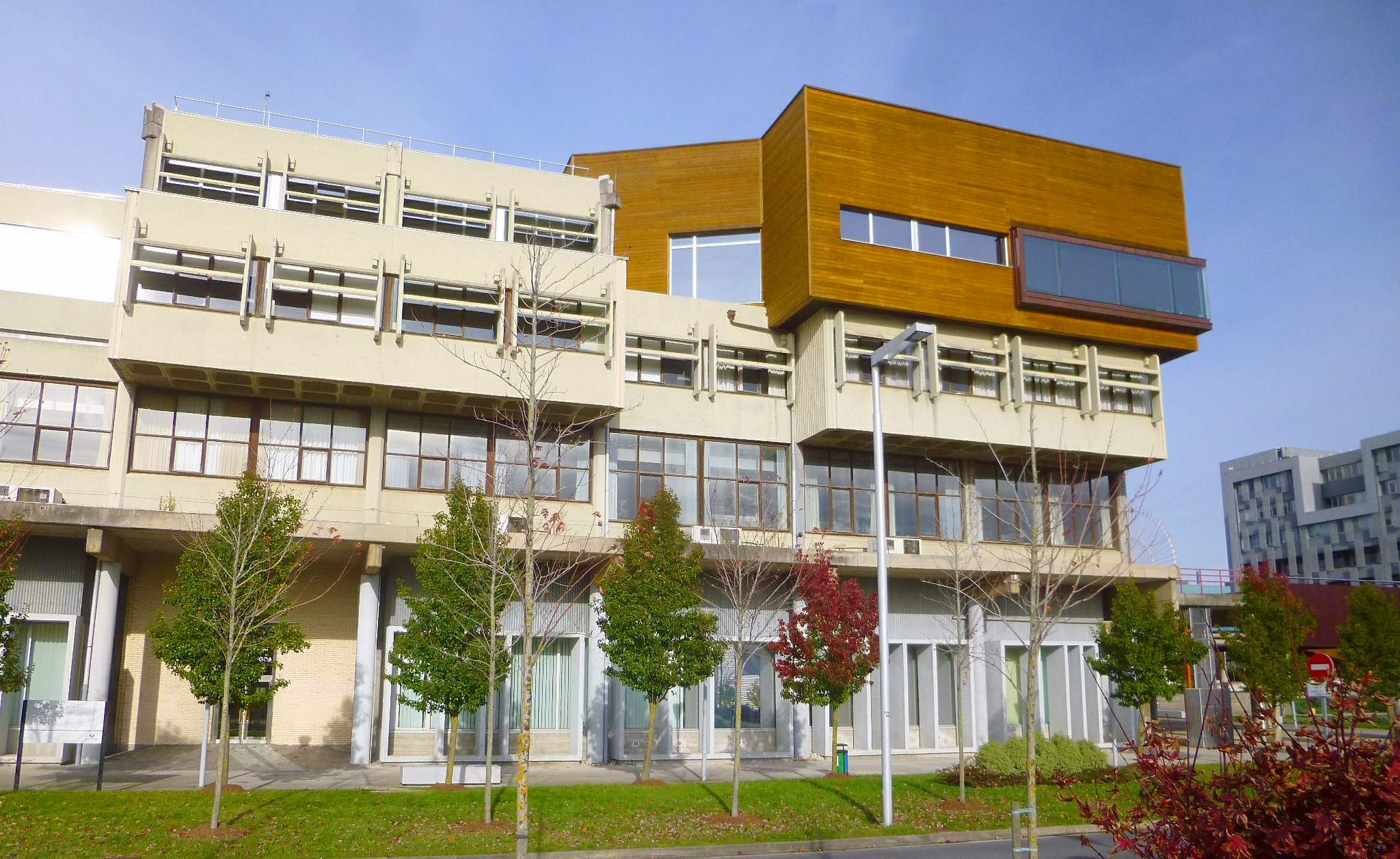
Rectorado de la UPV/EHU

### Parque Científico
Achucarro Basque Center for Neuroscience.

## Bilbao

### Escuela de Ingeniería de Bilbao
E.T.S. de Ingeniería de Bilbao - Este es el nombre anterior de un centro que forma parte de la actual Escuela de Ingeniería de Bilbao desde 2016.

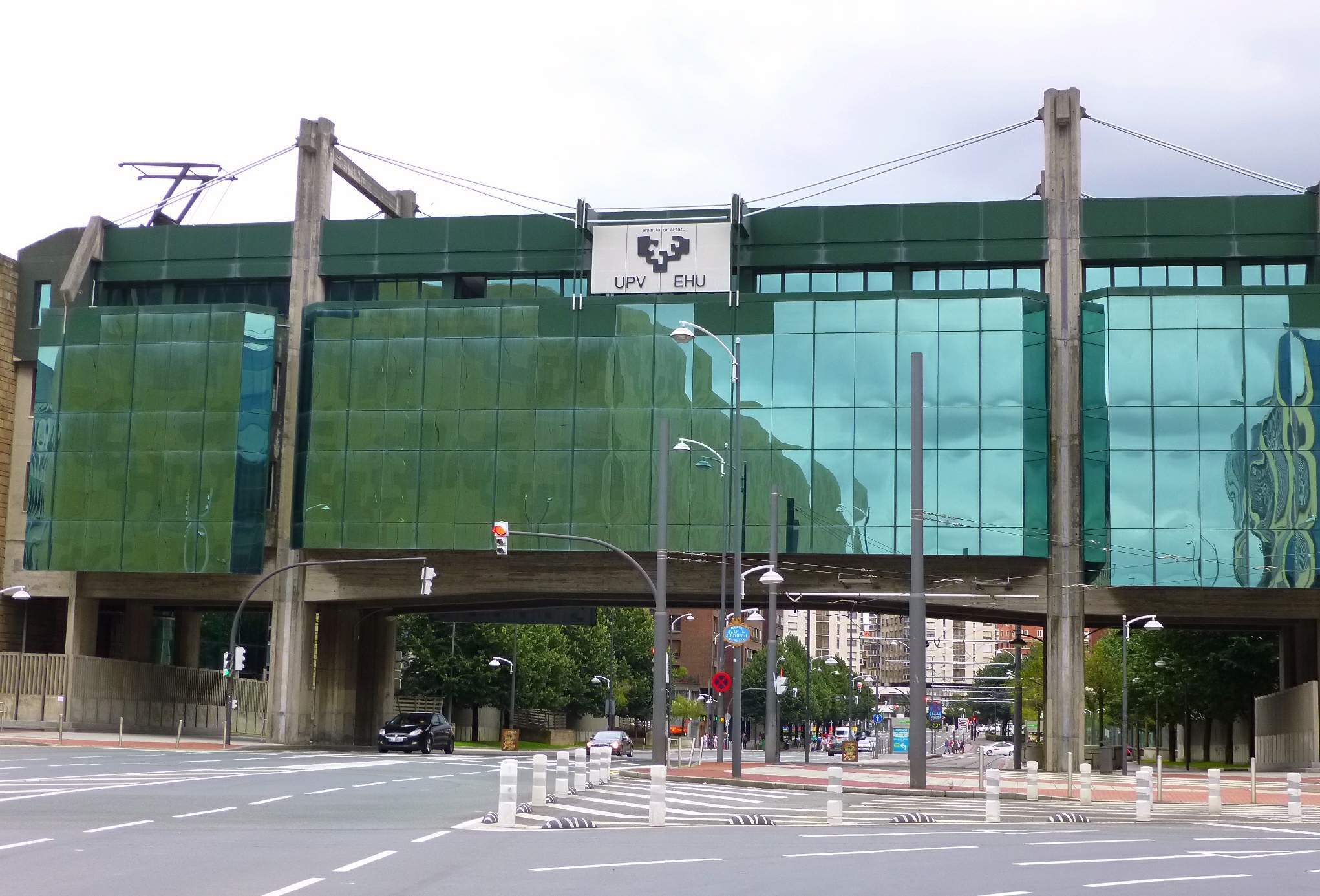
Edificio F de la ETSI de Bilbao.

Véase el artículo completo: Escuela de Ingeniería de Bilbao.
La Escuela Técnica Superior de Ingeniería de Bilbao (IGET-ETSI), fundada en 1897, constituye uno de los centros más veteranos de la UPV. A lo largo de esta existencia dilatada, los ingenieros formados en ella han colaborado de forma decisiva al desarrollo y progreso de la industria vasca en particular y española en general, constituyendo un grupo de profesionales valorados y cualificados, como lo atestiguan sus extraordinarios índices de empleo.
La Escuela de Ingeniería de Bilbao se encuentra situada en el distrito de Basurto, en la zona de San Mamés, junto al campo de fútbol, la sede de EiTB y la estación de autobuses (Termibus). Es el centro del nuevo campus tecnológico de la UPV/EHU, al que se han trasladado las antiguas escuelas de Ingeniería Técnica Indrustrial y Minas y Obras Públicas. Además se construirán nuevos edificios de I+D para fomentar la investigación. A su vez se trasladará la Facultad de Medicina y Enfermería al cercano Hospital Universitario de Basurto.
En el centro se impartían los títulos de:
- Ingeniería Industrial
- Ingeniería de Telecomunicación
- Ingeniería Química
- Ingeniería de Organización Industrial
- Ingeniería en Automática y Electrónica Industrial
- Ingeniería de Materiales
- Ingeniería Técnica de Telecomunicación: Especialidad Sistemas de Telecomunicación
- Ingeniería Técnica de Telecomunicación: Especialidad Telemática
- Ingeniería Técnica de Telecomunicación: Especialidad Sistemas Electrónicos

### E.U. de Estudios Empresariales

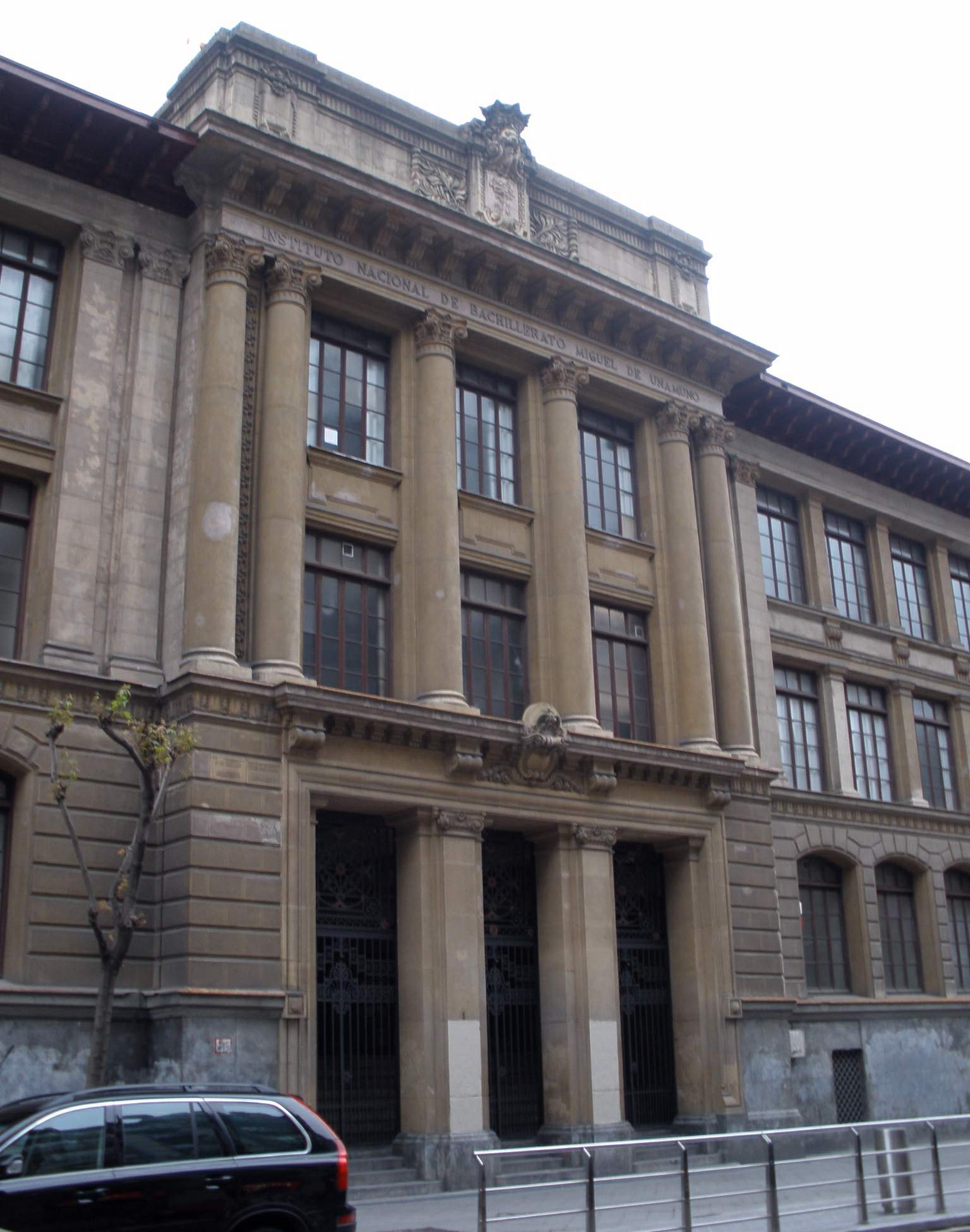
La Escuela Universitaria de Estudios Empresariales de la UPV/EHU en Bilbao comparte edificio con el Instituto de Educación Secundaria Miguel de Unamuno.

Fue Bilbao la primera población española y una de las primeras del mundo que creó una escuela para la enseñanza de las disciplinas mercantiles.
Con anterioridad a la Escuela de Bilbao, solo consta que funcionasen las de San Petersburgo, Hamburgo y Trieste, establecidas en la segunda mitad del siglo XVIII, y las de Moscú, Odesa, Dánzig y Estrasburgo, creadas en 1804, 1810, 1814 y 1817, respectivamente.
La necesidad de la instrucción mercantil se dejó sentir a lo largo de los siglos XVII y XVIII y en el año 1800 el Consulado de Bilbao decidió promover estas enseñanzas con destino a los comerciantes de la villa.
Tras una solicitud en tal sentido, que fue denegada, y pasados los turbulentos años de la invasión napoleónica y posterior recuperación del país, se redactó un proyecto de reglamento que fue aprobado por la Real Provisión de 9 de julio de 1818 creándose cuatro cátedras: matemáticas, francés, inglés y dibujo, incluyéndose en la primera de ellas los estudios de contabilidad. 
La primera etapa de la Escuela se inicia en los locales que poseía el Consulado en los pisos altos de la Casa del Ayuntamiento, comenzándose a impartir las clases el 18 de noviembre de 1818.
La Escuela Universitaria de Estudios Empresariales de Bilbao (EUEE) es un centro integrado en la Universidad del País Vasco, en la que se imparten las enseñanzas económico-mercantiles que integran un ciclo único y que da derecho a la titulación de diplomado en Ciencias Empresariales y que faculta para el ejercicio profesional o para el acceso al segundo ciclo de las titulaciones siguientes: licenciatura en Administración y Dirección de Empresas, L. en Ciencias Actuariales y Financieras, L. en Ciencias del Trabajo, L. en Ciencias y Técnicas Estadísticas, L. en Comunicación Audiovisual, L. en Documentación, L. en Economía, L. en Historia y Ciencias de la Música, L. en Humanidades, L. en Investigación y Técnicas de Mercado, L. en Lingüística, L. en Periodismo, L. en Publicidad y Relaciones Públicas. L. en Teoría de la Literatura y Literatura Comparada y L. en Traducción e Interpretación.
La Organización de la E.U.E.E. está basada en la Ley de Reforma Universitaria y en los Estatutos de la UPV/EHU y recogida en el Reglamento del Centro, aprobado por su Junta.
La organización de la Escuela se centra en la actividad académica, estructurada en tres cursos, en la que se enmarca tanto la de los profesores como la de los alumnos. Completan esta actividad el personal de administración y servicios, la biblioteca del centro y demás servicios en general.
Profesores, alumnos y personal de administración están representados en la Junta de Centro, órgano colegiado de decisión, y en las comisiones y órganos que se derivan de ella, a través de sus representantes electos.
En la Escuela Universitaria de Estudios Empresariales de Bilbao se puede estudiar el grado en Gestión de Negocios en las especialidades de:
- Gestión de Pymes
- Comercio y Márketing Internacionales
- Contabilidad y Auditoría de Cuentas

Además, se puede cursar el título de diplomado en Ciencias Empresariales en las especialidades de :
- Contabilidad y Auditoría de cuentas
- Finanzas
- Innovación y Gestión
- Instrumentos de Análisis Empresarial
- Márketing y Relaciones Internacionales en la Empresa
- Recursos Humanos

### Escuela de Ingeniería de Bilbao
E.U. de Ingeniería Técnica Industrial - Este es el nombre anterior de un centro que forma parte de la actual Escuela de Ingeniería de Bilbao desde 2016.
La escuela fue creada por orden ministerial de 8 de mayo de 1942, comenzando las clases el día 7 de diciembre del mismo año, previa reunión de profesores y alumnos para celebrar tal evento.
Las necesidades de Profesorado se cubrieron con personal interino muy seleccionado, a base de Ingenieros y Peritos de prestigio que trabajaban en la industria con cargos de responsabilidad.
Hasta 2012 se encontraba situada en la plaza de La Casilla, en el edificio que antaño ocupó la Escuela de Ingenieros Superiores; en ese año se trasladó al Campus Tecnológico de San Mamés (Bilbao), donde pasó a ocupar un nuevo edificio compartido con la E.U. de Minas y Obras Públicas. En la IITUE-EUITI se podían cursar los estudios de:
- Ingeniería de Tecnología de Minas y Energía (en extinción)
- Ingeniería Eléctrica
- Ingeniería Electrónica Industrial y Automática
- Ingeniería Mecánica
- Ingeniería Informática de Gestión y Sistemas de Información

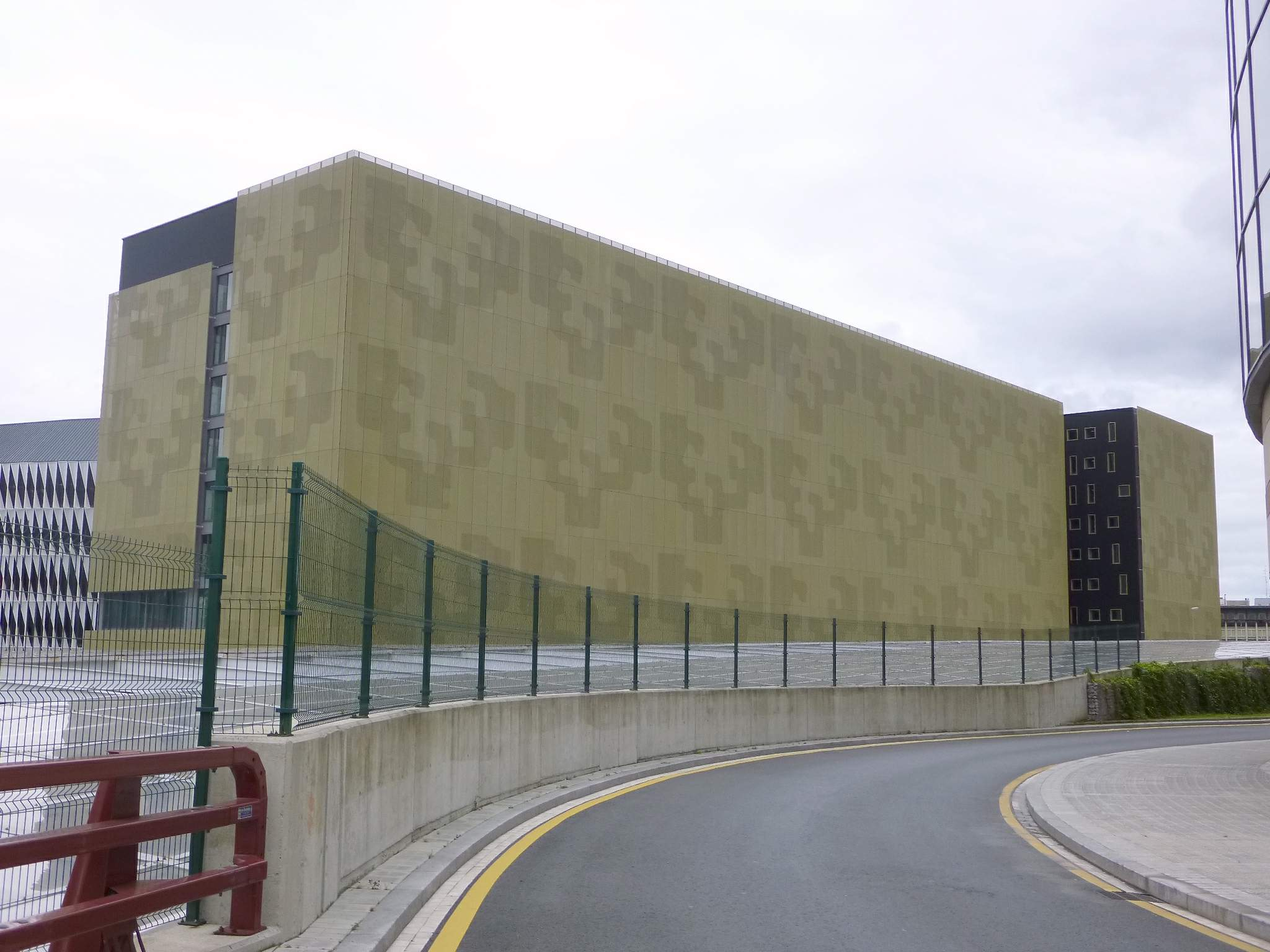
Nuevo edificio que reúne a las Escuelas Universitarias de Ingeniería Técnica Industrial, y de Minas y Obras Públicas.

E.U. de Ingeniería Técnica de Minas y de Obras Públicas - Este es el nombre anterior de un centro que forma parte de la actual Escuela de Ingeniería de Bilbao desde 2016.
Desde su fundación en el año 1913, esta escuela ha estado estrechamente vinculada al desarrollo y progreso de nuestra industria y sociedad. Ha sabido adaptarse a los sucesivos cambios producidos, tanto en la organización como en los títulos expedidos por la misma, con el claro objetivo de formar técnicos capaces de responder a las exigencias sociales de cada momento.
Actualmente, esta oferta de profesionalización competitiva se mantiene en las diferentes titulaciones mediante una enseñanza orientada no sólo al estudio de principios y técnicas básicas sino también a la especialización y aprendizaje continuo de los avances tecnológicos. Después de todo, la elevada demanda laboral de nuestros titulados es buena prueba de ello.
Inicialmente situada en Bilbao, fue trasladada a la localidad limítrofe de Baracaldo (Vizcaya). En 2012 se trasladó al Campus Tecnológico de San Mamés (Bilbao), donde pasó a compartir un nuevo edificio con la E.U. de Ingeniería Técnica Industrial (EUITI). En el centro se cursaban los estudios de:
- Ingeniería Técnica de Minas, especialidad en Explotación de Minas
- Ingeniería Técnica de Minas, especialidad en Mineralurgia y Metalurgia
- Ingeniería Técnica de Minas, especialidad en Recursos Energéticos, Combustibles y Explosivos
- Ingeniería Técnica de Obras Públicas, especialidad en Construcciones Civiles

### Facultad de Economía y Empresa

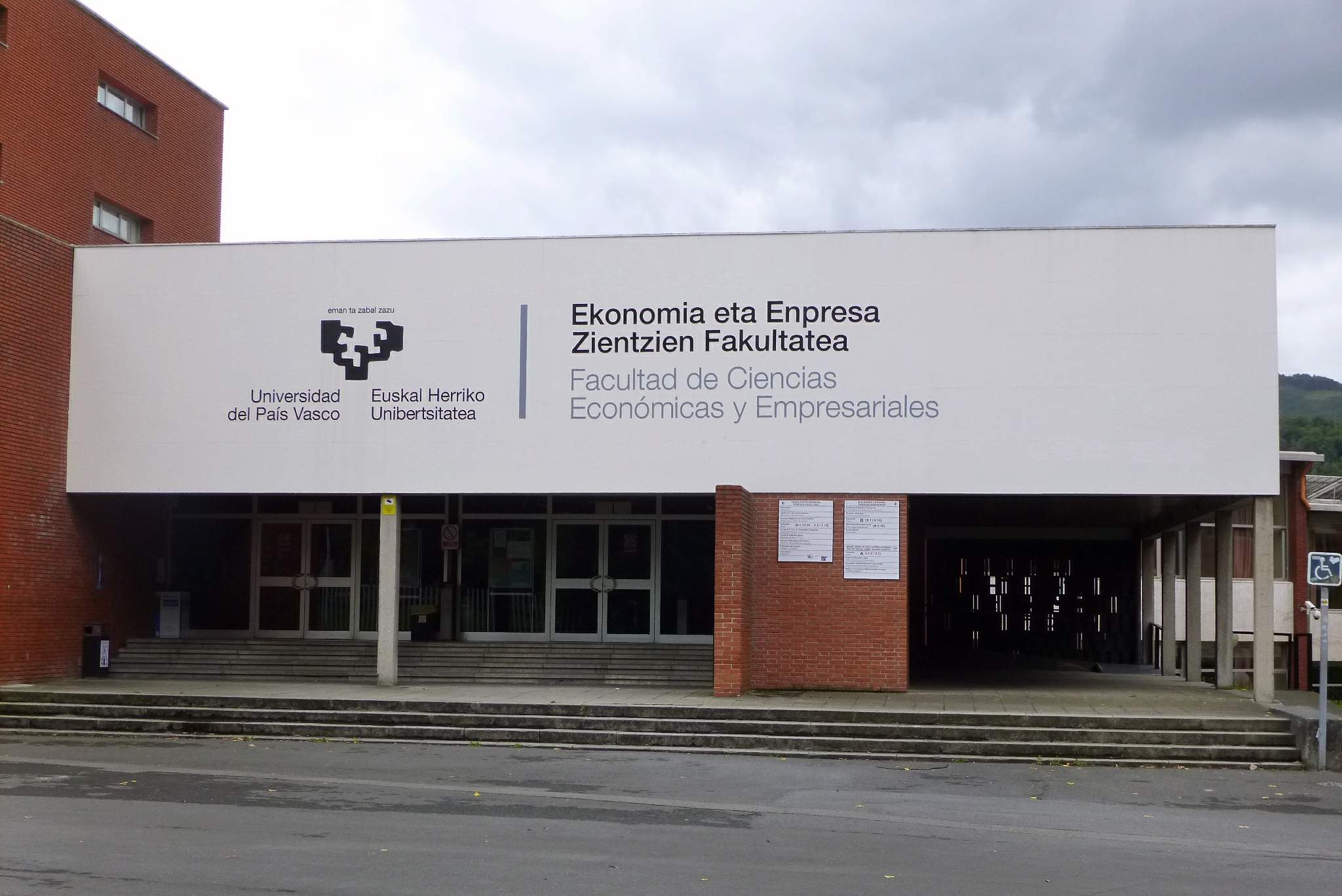
La Facultad de Ciencias Económicas y Empresariales (Sarriko)

La anteriormente llamada Facultad de Ciencias Económicas y Empresariales, comúnmente conocida como Facultad de Sarriko, es la sede de la Facultad de Economía y Empresa. Fue creada en el año 1955, así que 50 años avalan su labor en el marco de la universidad pública estatal. Muchos de los alumnos que han pasado por nuestro Centro son, hoy día, destacados profesionales en diferentes áreas tanto a nivel nacional como en el extranjero. Nuestras instalaciones actualmente acogen a 6.000 estudiantes, aproximadamente, distribuidos en cuatro licenciaturas y en dos turnos de mañana y tarde.
Asimismo, en la facultad se imparten reconocidos programas de doctorado y títulos propios de universidad en sus modalidades de especialista y máster, algunos con más de 15 años de experiencia.
El centro se encuentra ubicado en el barrio bilbaíno de Ibarrecolanda (Avda. Lehendakari Agirre, 83), en el distrito de Deusto, y en él se pueden obtener los títulos oficiales de:
- Grado en Administración y Dirección de Empresas (ADE)
- Grado en Economía
- Grado en Finanzas y Seguros
- Grado en Márketing
- Grado en Fiscalidad y Administración Pública
- Doble grado en ADE y Derecho

### E.U. de Estudios Empresariales de la Cámara de Comercio de Bilbao (Centro Adscrito)
La Escuela Universitaria de la Cámara de Comercio de Bilbao es un centro oficial, adscrito a Universidad del País Vasco, que responde a la demanda laboral de directivos de las empresas de nuestro entorno, especialmente pymes. La Cámara de Comercio de Bilbao, fundada en 1886, ha sido siempre una institución clave en el fomento económico de Vizcaya, a través del apoyo continuo a las empresas para alcanzar el desarrollo integral de la industria y el comercio. Desde sus orígenes, este compromiso llevó a la Cámara de Comercio de Bilbao a asumir el papel formativo de hombres y mujeres capaces de liderar profesionalmente a las empresas. Una vinculación con la enseñanza que se convirtió en el germen de una preparación integral orientada al empleo: la actual Escuela Universitaria de la Cámara de Comercio de Bilbao.
En el centro se pueden cursar los estudios de:
- Grado en Gestión y Márketing Empresarial

### Aulas de la Experiencia de Vizcaya
Las Aulas de la Experiencia son un proyecto de la Universidad del País Vasco y, como tal, participan de su cometido básico: extender la cultura universitaria al conjunto de la Comunidad Autónoma del País Vasco.
Es sobradamente conocida la labor que nuestra universidad desempeña en los ámbitos académicos tradicionales (títulos propios, másteres, diplomaturas, cursos de verano, cátedras de distinto tipo, etc.). Lo es bastante menos, sin embargo, la actividad que desarrollan las "Aulas de la Experiencia" a través de su título universitario en Ciencias Humanas dirigido a la población mayor de 55 años.
Los primeros pasos se dieron en este campus de Vizcaya y se contó para ello con la estrecha colaboración de la caja de ahorros Bilbao Bizkaia Kutxa (BBK). Esto se tradujo en la rehabilitación y cesión por veinticinco años del antiguo edificio del banco de España situado en el Casco Viejo bilbaíno. Posteriormente la experiencia se extendió a los campus de Guipúzcoa y Álava.
Hasta este momento han cursado el título en Ciencias Humanas cuatro promociones. Hoy en día, el proyecto se siente reforzado en su voluntad inicial. La acogida que viene teniendo, tanto por parte de los alumnos como del profesorado y personal no docente, nos anima a seguir por el camino iniciado y a tratar del transmitir al conjunto de la sociedad vizcaína y vasca, la conveniencia de mantenernos e insistir en el empeño.
Tal y como está concebido en la actualidad el título universitario en Ciencias Humanas es un proyecto universitario en un doble sentido:
- Es la propia universidad la que se hace cargo directo de su diseño, gestión y responsabilidad académica y docente.
- Trata de reunir activamente en torno a él al conjunto de la comunidad universitaria compuesta por alumnos, profesores, administrativos y gestores. Su objetivo lo podemos resumir en el siguiente programa: llevar a la práctica el espíritu de apertura, intercambio humano y contraste intelectual que caracteriza a lo universitario como realidad abierta, respetuosa y participativa.
El alcance del proyecto encuentra su sentido dentro de sí mismo, en el quehacer del día a día y en el enriquecimiento humano e intelectual que se deriva de él.
Su diseño no contempla estos estudios como vía de acceso a otros ámbitos académico-universitarios ni como cauce de capacitación para el ámbito laboral o profesional.
Respondiendo a la solicitud reiterada de quienes finalizaban los estudios del título universitario en Ciencias Humanas, se optó hace cuatro años por completar estos estudios con una nueva oferta, ésta más reducida: los Cursos Universitarios para Mayores.
Estos constan de dos cursos académicos de periodicidad anual, compuestos de dos cuatrimestres. En cada uno de ellos se pueden cursar cuatro asignaturas como máximo. Se trata, sin embargo, de un diseño abierto, de manera que el alumnado pueda elegir el número de asignaturas que considere oportuno. Se imparten en horario de tarde (lunes y jueves, de 17:00 a 20:00).
La temática que se aborda en ellos gira básicamente en torno a un eje argumental: el fenómeno de la modernidad.
Para realizar estos Cursos Universitarios para Mayores es requisito imprescindible estar en posesión del título universitario en Ciencias Humanas.

## Baracaldo

### Unidad Docente de Cruces
La Unidad Docente de Cruces de la Facultad de Medicina se encuentra situada en el recinto del Hospital Universitario de Cruces.

## Portugalete

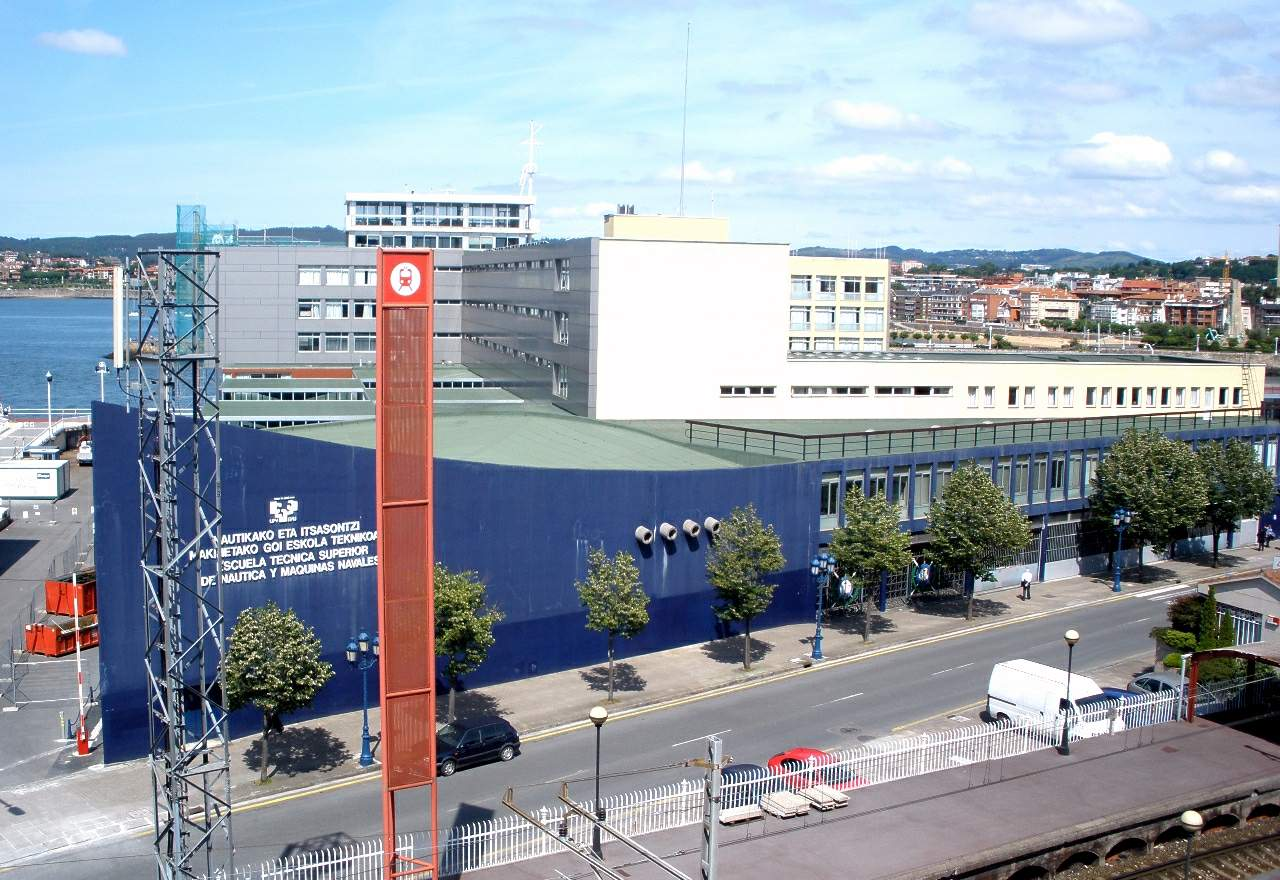
La Escuela de Ingeniería de Bilbao

### Escuela de Ingeniería de Bilbao
El edificio de Portugalete de la Escuela de Ingeniería de Bilbao (antiguamente era el centro llamado Escuela Técnica Superior de Náutica y Máquinas Navales de Bilbao, Portugalete) se encuentra ubicado entre los municipios de Portugalete y Santurce, en el antiguo muelle de Peñota, construida sobre pilotes enclavados en terrenos ganados al mar en la antigua playa de Portugalete, un lugar idóneo para impartir este tipo de disciplinas. Se encuentra junto a la ría de Bilbao, en la zona portuaria de Portugalete-Santurce-Puerto de Bilbao. Anteriormente estuvo ubicada en Deusto, junto a su puente.
En la Escuela se imparten en la actualidad las siguientes enseñanzas de Grado universitario: 
- Grado en Marina
- Grado en Náutica y Transporte Marítimo

El carácter profesionalizado de estas enseñanzas se complementa con cursos de especialidad marítima necesarios para el ejercicio de la profesión a bordo de los tecnológicamente sofisticados buques modernos.